# Однодум
Однодум — рассказ Николая Лескова; первый рассказ в цикле о «русских праведниках».
Основная часть рассказа написана летом 1879 года в Дубельне.
Впервые опубликован в журнале «Еженедельное новое время», 1879, 20 сентября, № 37—38.
В первоначальном журнальном тексте рассказу «Однодум предшествовало общее заглавие: «Русские антики. (Из рассказов о трех праведниках)».
Прототипом главного героя является солигаличский квартальный.
Во время моей первой отставки в 1834 и 1835 году я жил у моего дяди Мичурина, в его имении в полутора верстах от г. Солигалича, и хорошо знал чудака Рыжова, этого воплощения высокой честности и бескорыстия и героя рассказа г. Лескова
Н. П. Макаров «Мои семидесятилетние воспоминания...», ч. I, СПб., 1881, стр. 46).
Прототипом другого героя является Сергей Степанович Ланской.
Рецензии
- «Дело» (1880, № 5, стр. 141 —146, без подписи);
- «Новое время» (1880, 2 ноября, № 1682, стр. 4, без подписи);
- «Исторический вестник» (1880, № 6, стр. 383—385, А. П. Милюков)
- «Русское богатство» 1880, № 5, стр. 74:

От «Однодума» веет холодом. Когда всмотришься в Рыжова попристальнее, когда вдумаешься поглубже в его жизнь, то невольно приходишь к тому заключению, что он слишком уже ушёл в себя, слишком уж заботится о своей собственной чистоте душевной, т. е., в сущности, о себе... Невольно поднимаются один за другим вопросы: есть ли у его сердце? Дороги ли ему хоть сколько-нибудь окружающие его грешные, заблуждающиеся души?
Н. Ф. Бажин